# Novi Bezdan
Novi Bezdan (mađ. Újbezdán, srp. Нови Бездан) naselje je u Općini Petlovac, Osječko-baranjska županija (Republika Hrvatska). 

## Zemljopisni položaj
Novi Bezdan je smješten u zapadnom dijelu Baranje, u mikroregiji Baranjske nizine Istočnohrvatske ravnice. Udaljen je 6 km jugozapadno od općinskog sjedišta Petlovca i 12 km jugozapadno od Belog Manastira, a leži na nadmorskoj visini od 90 m. Nalazi se na raskrižju županijske cesta Ž4040 ( D517 - Novi Bezdan) i nerazvrstane ceste, uz samu granicu s Mađarskom.
Autobusnim vezama povezane je s Baranjskim Petrovim Selom, Petlovcem i Belim Manastirom.

## Stanovništvo
Na popisima stanovništva Novi Bezdan se iskazuju kao naselje od 1869. godine. Broj stanovnika kretao se ovako: 415 (1869), 521 (1880), 511 (1890), 608 (1900), 596 (1910), 681 (1921), 624 (1931), 600 (1948), 592 (1953), 541 (1961), 520 (1971), 444 (1981), 329 (2001), 300 (2011). U selu žive uglavnom stanovnici mađarske nacionalnosti. 
| broj stanovnika |       | 415   | 521   | 511   | 608   | 596   | 681   | 624   | 600   | 592   | 541   | 520   | 444   | 376   | 329   | 300   | 262   |
|                 | 1857. | 1869. | 1880. | 1890. | 1900. | 1910. | 1921. | 1931. | 1948. | 1953. | 1961. | 1971. | 1981. | 1991. | 2001. | 2011. | 2021. |

## Gospodarstvo
Gospodarsku osnovu Novog Bezdana čine ratarstvo i stočarstvo.

## Kultura, obrazovanje i sport
- Dobrovoljno vatrogasno društvo Novi Bezdan
- Kulturno društvo za njegovanje običaja Mađara Novi Bezdan
- Područna škola Novi Bezdan Osnovne škole Zmajevac
- Športski nogometni klub "Radnik" Novi Bezdan
- Udruga ovčara "Janjeći rep" Novi Bezdan

## Znamenitosti i zanimljivosti
- Katolička crkva sv. Mihaela arkanđela izgrađena je 1935. godine. Novi Bezdan je filijala župe sv. Lovre đakona mučenika iz Baranjskog Petrovog Sela, Baranjski dekanat Đakovačke i srijemske biskupije.

- Stanovnici Novog Bezdana su Bezdanci, a ktetik je bezdanski.

## Šport
- NK Radnik Novi Bezdan (3. ŽNL Osječko-baranjska, Baranjska liga, 2008./09.)

## Vanjske poveznice
- Novi Bezdan na stranici Općine Petlovac  Arhivirana inačica izvorne stranice od 7. kolovoza 2011. (Wayback Machine)